# Rafi (raper)
Rafi, właściwie Rafał Lochman (ur. 4 grudnia 1976), znany również jako Degustator' i Rafi Degustator – polski raper. Lochman znany jest przede wszystkim z występów w grupie muzycznej Beat Squad oraz duetu RR Brygada, który współtworzy wraz z RY23. Współpracował także z zespołami Cromm Cruac, PDG Kartel i Syndicate Dogs. 
Raper współpracował ponadto z takimi wykonawcami i grupami jak: Projekt Własny Styl, donGURALesko, Galon, Kobra, Killaz Group, oraz Nagły Atak Spawacza. W ramach występów gościnnych wziął udział w nagraniach ponad trzydziestu albumów.

## Wybrana dyskografia
Albumy solowe
| Rok                        | Album                                                                 | Pozycja na liście |
| Rok                        | Album                                                                 | POL               |
| -------------------------- | --------------------------------------------------------------------- | ----------------- |
| 2010                       | Mixtape oraz Koni - Data: 13 września 2010 - Wydawca: brak (nielegal) | –                 |
| 2011                       | 200 ton - Data: 29 lipca 2011 - Wydawca: Szpadyzor Records            | 30                |
| 2013                       | 10 - Data: 6 maja 2013 - Wydawca: Szpadyzor Records                   | 31                |
| 2017                       | Czarodziej EP - Data: 25 grudnia 2017 - Wydawca: Szpadyzor Records    |                   |
| 2018                       | W imię królowej oraz Ceha - Data: 30 października 2018                |                   |
| „–” album nie był notowany |                                                                       |                   |

Single
| Rok  | Tytuł                                            | Album   |
| ---- | ------------------------------------------------ | ------- |
| 2010 | „Ławka” (oraz Koni)                              | Mixtape |
| 2010 | „Mafia” (oraz Koni)                              | Mixtape |
| 2011 | „Robimy hity” (gościnnie: DonGURALesko, Sheller) | 200 ton |

Inne
| Rok  | Album                                                                 | Uwagi                                                                       | Źródło |
| ---- | --------------------------------------------------------------------- | --------------------------------------------------------------------------- | ------ |
| 2000 | Takie chwile – Beat Squad                                             | członek zespołu                                                             |        |
| 2001 | Nadal lubię... życie inaczej – Beat Squad                             | członek zespołu                                                             |        |
| 2005 | Zasada – RR Brygada                                                   | członek zespołu                                                             | [ 12 ] |
| 2005 | Western – RY23, DJ Soina                                              | gościnnie rap w utworze „W odpowiednim momencie”                            | [ 13 ] |
| 2006 | Jointy, konserwy, muzyka bez przerwy – Donguralesko, DJ Kostek        | gościnnie rap w utworze „5 element pali”                                    | [ 14 ] |
| 2006 | Western 2 – RY23, Kowall                                              | gościnnie rap w utworze „Dis Vol. II”                                       | [ 15 ] |
| 2007 | Łestern 3 – RY23, Galon                                               | gościnnie rap w utworach „Przywilej” i „Dis Vol. III”                       | [ 16 ] |
| 2007 | Zapach lata – Beat Squad                                              | członek zespołu                                                             |        |
| 2007 | Manewry mixtape. Z cyklu janczarskie opowieści – DonGURALesko, Matheo | gościnnie rap w utworze „Na żywo z Poznania”                                | [ 17 ] |
| 2008 | Wyższa szkoła robienia hałasu – WSRH                                  | gościnnie rap w utworze „Pod naciskiem”                                     | [ 18 ] |
| 2008 | Czerwonacka masakra wódką żołądkową – RY23, Galon                     | gościnnie rap w utworach „Nie wąsko” i „Brudas”                             | [ 19 ] |
| 2009 | Na wyjeździe – Wasp, Werbel Bije Rytm                                 | gościnnie rap w utworze „Nic nie muszę”                                     | [ 20 ] |
| 2009 | Super moc – RR Brygada                                                | członek zespołu                                                             | [ 21 ] |
| 2010 | Lekki powiew bitu – Wasp, Czarny                                      | gościnnie rap w utworach „Noc szosa i mknie auto” i „Przypadkowe spotkanie” | [ 22 ] |
| 2010 | O czym szumią liście... – Beat Squad                                  | członek zespołu                                                             |        |
| 2010 | Na żywo z miasta grzechu – Kobra                                      | gościnnie rap w utworze „(Nadal) klasycznie”                                | [ 23 ] |
| 2012 | Szkoła wyrzutków – WSRH                                               | gościnnie rap w utworze „Prawda”                                            | [ 24 ] |
| 2012 | Rarytas – RR Brygada                                                  | członek zespołu                                                             | [ 25 ] |
| 2012 | Równonoc. Słowiańska dusza – Donatan                                  | gościnnie rap w utworze „Słowiańska krew”                                   | [ 26 ] |
| 2012 | Projekt jeden z życia moment – DonGURALesko                           | gościnnie rap w utworze „Pomimo to”                                         | [ 27 ] |
| 2013 | To nieistotne? – W.Z.P.                                               | gościnnie rap w utworze „Czynny wulkan”                                     | [ 28 ] |
| 2013 | Introspekcja – Wasp                                                   | gościnnie rap w utworze „Jak mam żyć”                                       | [ 29 ] |
| 2013 | Łykendówka 2 czyli powrót zombie – RY23, Kowall                       | gościnnie rap w utworze „Kac”                                               | [ 30 ] |
| 2014 | Western 4 – w samo południe – RY23, Rudi                              | gościnnie rap w utworze „Saloon”                                            | [ 31 ] |
| 2015 | Soundtrrack – RR Brygada                                              | członek zespołu                                                             |        |
| 2019 | 2RH+                                                                  | członek zespołu                                                             |        |
| 2019 | Ulepiony świat                                                        | gościnnie rap w utworze „Jesteś tu”                                         | [ 32 ] |

## Teledyski
| Rok       | Tytuł                                                                                                | Reżyseria/Realizacja         | Album                         | Źródło |
| --------- | --- | ---------------------------- | ----------------------------- | ------ |
| 2001      | „Familia, kuzyni” (gościnnie: DonGURALesko)                                                          |                              | Nadal lubię... życie inaczej  |        |
| 2007      | „Piękno nocy”                                                                                        |                              | Zapach lata                   |        |
| 2007      | „Zapach lata"                                                                                        |                              | Zapach lata                   |        |
| 2007      | „Film na bicie” (gościnnie: Kowall)                                                                  |                              | Zapach lata                   |        |
| 2008      | „Uniwersalny żołnierz”                                                                               |                              | Super moc                     |        |
| 2009      | "Mafia"                                                                                              | Wendland Films               | Rafi/Koni MIXTAPE             |        |
| 2010      | „Nie trzeba wiele zbyt”                                                                              |                              | O czym szumią liście...       |        |
| 2011      | „Robimy hity” (gościnnie: DonGURALesko, Shellerini)                                                  | Wendland Films, Bugar Design | 200 Ton                       | [ 33 ] |
| 2011      | „Hip-hop kręci nas”                                                                                  | Wendland Films               | 200 Ton                       | [ 34 ] |
| 2011      | „Serce” (gościnnie: Dj Show)                                                                         | Wendland Films               | 200 Ton                       | [ 35 ] |
| 2012      | „Nadal"                                                                                              |                              | Rarytas                       |        |
| 2012      | „Nie dajmy się zwariować”                                                                            |                              | Rarytas                       |        |
| 2012      | „Prawo do gry”                                                                                       |                              | Rarytas                       |        |
| 2012      | „Zapraszam do ringu”                                                                                 |                              | Rarytas                       |        |
| 2012      | „Być sobą”                                                                                           |                              | Rarytas                       |        |
| 2012      | „On i ona”                                                                                           | Smoła Studio                 | 10                            | [ 36 ] |
| 2013      | „Potwór”                                                                                             | Smoła Studio                 | 10                            | [ 37 ] |
| 2013      | „Łatwe życie”                                                                                        |                              | 10                            |        |
| 2013      | „Kameleon” (gościnnie: Rudi)                                                                         |                              | 10                            | [ 38 ] |
| 2014      | „#Hot16Challenge”                                                                                    |                              |                               | [ 39 ] |
| 2015      | „Blues Brothers”                                                                                     |                              | Soundtrrack                   |        |
| 2015      | „Friday”                                                                                             |                              | Soundtrrack                   |        |
| 2015      | „Nagi instynkt”                                                                                      |                              | Soundtrrack                   |        |
| 2017      | "Dobrze to pamiętam"                                                                                 |                              | W Imię Królowej               |        |
| 2017      | "Czarodziej"                                                                                         |                              | Czarodziej EP                 |        |
| 2018      | "Alabama"                                                                                            |                              | W Imię Królowej               |        |
| 2019      | "RR wrócili"                                                                                         |                              | Super Moc                     |        |
| 2019      | "Daj mi tu"                                                                                          |                              | W Imię Królowej               |        |
| 2019      | "GRINGO"                                                                                             |                              | 2RH+                          |        |
| 2019      | "Liść"/"Salt&Peppa"                                                                                  |                              | 2RH+                          |        |
| 2019      | "MATRIX"                                                                                             |                              | 2RH+                          |        |
| Gościnnie | |                              |                               |        |
| 2002      | "PDG" - DonGURALesko (gościnnie: Rafi, Qlop, Koni, Kaczor, Shellerini, Szpaku, Don Tommalone, Bubel) |                              |                               |        |
| 2005      | "Drewnianej Małpy Rock" - DonGURALesko (gościnnie: Rafi)                                             |                              | Drewnianej Małpy Rock         |        |
| 2009      | "PDG KOLĘDA (gościnnie: DonGURALesko, Rafi, Qlop, Koni, Shellerini, Bubel, RY23)                     |                              |                               |        |
| 2011      | "Przyjaźń, muzyka, wspomnienia" - Czarny Beatsquad (gościnnie: Rafi, Koni)                           | Eve Meve                     | Przemytnicy szczęścia         |        |
| 2012      | „Słowiańska krew” – Donatan (gościnnie: DonGURALesko, Kaczor, Shellerini, Rafi, Ry23)                | Piotr Smoleński              | Równonoc. Słowiańska dusza    | [ 40 ] |
| 2012      | "Pomimo To" - DonGURALesko (gościnnie: Rafi)                                                         |                              | Projekt: Jeden Z Życia Moment |        |
| 2012      | "Taki Sam" - Koni (gościnnie: Rafi)                                                                  |                              | Z Pamiętnika Szaleńca         |        |
| 2016      | "DeJa Vu" - HERON (gościnnie Rafi)                                                                   |                              |                               |        |
| 2018      | "Q&A" - HERON (gościnnie Rafi)                                                                       |                              | BPA                           |        |
| 2018      | "Życie to diler" - DJ Soina (gościnnie: Qlop, Rafi)                                                  |                              | Kręci Mnie Vinyl 3            |        |
| 2019      | "WEEDON'T Give a F**k Qlop x Rafi x Dj Soina                                                         | CreaTury                     |                               |        |
| 2019      | "ZEN" - MR.P (gościnnie: ESTE, Rafi, HERON M.W.M.)                                                   | Filmate                      | Radius                        |        |
| 2020      | "Leniwie" ft. Beat Squad (Rafi, Czarny, Barney)                                                      | RTN                          | RTN Funktion                  |        |

## Nagrody i wyróżnienia
| Rok  | Kategoria                                         | Nagroda                            | Uwagi      | Źródło |
| ---- | ------------------------------------------------- | ---------------------------------- | ---------- | ------ |
| 2010 | Wydarzenie Roku 2009 (Powrót formacji RR Brygada) | Podsumowanie 2009/Poznanskirap.com | 5. miejsce | [ 41 ] |
| 2010 | Album Roku 2009 (Super moc)                       | Podsumowanie 2009/Poznanskirap.com | 5. miejsce | [ 41 ] |
| 2012 | Teledysk Roku 2011 („Robimy hity”)                | Podsumowanie 2011/Poznanskirap.com | 3. miejsce | [ 42 ] |
| 2012 | Wydarzenie Roku 2011 (solowy debiut)              | Podsumowanie 2011/Poznanskirap.com | 5. miejsce | [ 43 ] |
| 2012 | Zespół/Artysta Roku 2011                          | Podsumowanie 2011/Poznanskirap.com | 6. miejsce | [ 44 ] |
| 2012 | Album Roku 2011 (200 ton)                         | Podsumowanie 2011/Poznanskirap.com | 4. miejsce | [ 45 ] |
| 2013 | Album roku (Rarytas – RR Brygada)                 | Podsumowanie 2012/Poznanskirap.com | 5. miejsce | [ 46 ] |
| 2013 | Artysta roku (RR Brygada)                         | Podsumowanie 2012/Poznanskirap.com | 5. miejsce | [ 47 ] |